# Gabriella Dorio
Gabriella Dorio, née le 27 juin 1957 à Veggiano, est une ancienne athlète italienne, spécialiste du demi-fond. Aux Jeux olympiques d'été de 1984 à Los Angeles, elle a remporté la médaille d'or du 1 500 m devant les Roumaines Doina Melinte et Maricica Puica.

## Hommage
Le 7 mai 2015, en présence du président du Comité national olympique italien (CONI), Giovanni Malagò, a été inauguré  le Walk of Fame du sport italien dans le parc olympique du Foro Italico de Rome, le long de Viale delle Olimpiadi. 100 tuiles rapportent chronologiquement les noms des athlètes les plus représentatifs de l'histoire du sport italien. Sur chaque tuile figure le nom du sportif, le sport dans lequel il s'est distingué et le symbole du CONI. L'une de ces tuiles lui est dédiée .

## Palmarès

### Jeux olympiques
- Jeux olympiques 1976 à Montréal  Canada
  - 6e sur 1 500
- Jeux olympiques 1980 à Moscou  Union soviétique
  - 8e sur 800 m
  - 4e sur 1 500 m
- Jeux olympiques 1984 à Los Angeles  États-Unis
  - 4e sur 800 m
  -  Médaille d'or sur 1 500 m

### Championnats du monde d'athlétisme
- 1983 à Helsinki ( Finlande)
  - 7e sur 1 500 m

### Championnats d'Europe
- Championnats d'Europe d'athlétisme 1974 à Rome ( Italie)
  - 9e sur 1 500 m
- Championnats d'Europe d'athlétisme 1978 à Prague ( Tchécoslovaquie)
  - 6e sur 1 500 m
- Championnats d'Europe d'athlétisme 1982 à Athènes ( Grèce)
  -  Médaille de bronze sur 1 500 m

### Championnats d'Europe d'athlétisme en salle
- Championnats du monde d'athlétisme en salle de 1982 à Milan ( Italie)
  -  Médaille d'or sur 1 500 m
- Championnats du monde d'athlétisme en salle de 1983 à Budapest ( Hongrie)
  - 4e sur 1 500 m
- Championnats du monde d'athlétisme en salle de 1984 à Göteborg ( Suède)
  - 8e sur 1 500 m